# Тьерра-де-Пинарес

Районы Вальядолида:
синий: Кампо-де-Пеньяфьель
белый: Тьерра-де-Медина
жёлтый: Монтес-Торосос
голубой:Кампиния-дель-Писуэрга :
красный: Парамос-дель-Эсгева
оранжевый:Тьерра-дель-Вино
зелёный: Тьерра-де-Пинарес
фиолетовый:Тьерра-де-Кампос

Тьерра-де-Пинарес (исп. Tierra de Pinares)  — историческая область и  район (комарка) в Испании, находится на стыке провинций Сеговия и Вальядолид.

## Муниципалитеты
1. Агилафуэнте
2. Альдеамайор-де-Сан-Мартин
3. Алькасарен
4. Боэсильо
5. Вальдестильяс
6. Вегансонес
7. Виана-де-Сега
8. Вилориа
9. Кампорредондо
10. Кинтанилья-де-Онесимо
11. Ла-Педраха-де-Портильо
12. Лагуна-де-Дуэро
13. Мельке-де-Серкос
14. Монтемайор-де-Пилилья
15. Мохадос
16. Нава-де-ла-Асунсион
17. Навас-де-Оро
18. Педрахас-де-Сан-Эстебан
19. Сан-Мигель-дель-Арройо
20. Сантибаньес-де-Валькорба
21. Сардон-де-Дуэро
22. Систернига
23. Траспинедо
24. Тудела-де-Дуэро
25. Фуэнтесото